# アンドレス・ビラセカ
アンドレス・ビラセカ・オントウ（Andrés Vilaseca Hontou、1991年5月8日 - ）は、トップ14RCヴァンヌに所属するラグビーユニオン選手。

## プロフィール
- ウルグアイ・モンテビデオ出身[1]。
- ポジションはウィング(WTB)、センター(CTB) 。
- 身長 185cm、体重 82kg
- 兄のサンティアゴは元ラグビー選手[2](元ウルグアイ代表)。
- ウルグアイ代表キャップは75（2024年11月現在）でラグビーワールドカップ2015・ラグビーワールドカップ2019・ラグビーワールドカップ2023のウルグアイ代表に選ばれて[3]、2023年W杯ではウルグアイ代表主将を務めた。

## 略歴
オースティン・エリートを経て、2020年、ペニャロールに加入。同年、ウルグアイ代表の主将に就任。
翌2021年、ペニャロールの主将に就任。
2022年、RCヴァンヌに加入。 